# متحف الثويني
متحف الثويني، أحد متاحف منطقة حائل، أسسه عبد العزيز خالد عبد العزيز الثويني، يقع المتحف ضمن سكن المالك.

## مكونات المتحف
يتكون المتحف من قاعتين، القاعة الأولى تتكون من عده أجنحة الجناح الأول جناح الأواني المنزلية والجناح الثاني جناح الأسلحة والبندقيات والجناح الثالث جناح الأدوات المدرسية والجناح الرابع جناح الأجهزة الكهربائية والجناح الخامس جناح أدوات الزراعة وأهم ما تتميزه به هذه القاعة أن اغلب ما يوجد بها صنع محلي.
القاعة الثانية تكونت هذه من ثلاث أجنحه الجناح الأول وهو جناح السيوف والغدارات والجناح الثاني جناح المجوهرات والجناح الثالث جناح الأوراق النقدية والمعدنية، وقد وضع مقابل المتحف سيارة من الطراز القديم.

## وصلات خارجية
- متحف الثويني.
- أهم المتاحف الخاصة بحائل.